# Caseiros
Caseiros é um município brasileiro do estado do Rio Grande do Sul.

## História
A cidade de Caseiros possui uma história marcada pela sua origem ligada à colonização italiana no final do século XIX. Fundada em 1893, a região era inicialmente habitada por indígenas guaranis e kaingangs, até a chegada dos primeiros imigrantes europeus, que deram início ao processo de ocupação e desenvolvimento da área. Ao longo dos anos, Caseiros cresceu e se tornou um importante polo agrícola na região, destacando-se pela produção de alimentos e pela força de sua comunidade, que preserva suas tradições e valores até os dias de hoje.

## Geografia
Pertence à Mesorregião do Noroeste Rio-Grandense e à Microrregião de Passo Fundo.